# 殿田孝次
殿田 孝次（とのだ こうじ、1904年2月27日 - 1949年8月10日）は、日本の政治家。衆議院議員（1期）。

## 人物
石川県金沢市出身。1927年早稲田大学法律科卒業。アメリカのセントローレンス大学に留学し、政治学を学んだ。その後、帝国通信社政治部記者となり、渡米。帰国後は読売新聞政治部記者として、国際外交評論家となる。その後、中国に渡り、日本大使館上海事務所、中国銀行、交通銀行、物資統制審議委員会上海事務所、全国経済委員会顧問室各嘱託となる。帰国後は広瀬豊作大蔵大臣秘書官（大蔵省嘱託）、国民政府行政院顧問、外務省嘱託などを歴任した。
1942年の翼賛選挙に郷里の石川1区から無所属（非推薦）で出馬し、落選。戦後の1946年の総選挙で立候補し、当選。翌年の総選挙は不出馬。同年、公職追放となる。間もなく追放解除となり、1949年の総選挙で民主自由党から立候補したが、落選した。同年8月10日、金沢市里見町の自宅物置で首つり自殺を図り、死去した。
このほか戦災復興院嘱託、民主自由党金沢支部長などを務めた。

## 選挙歴
- 1942年4月30日：第21回衆議院議員総選挙に石川県第1区から非推薦から出馬し落選
- 1946年4月10日：第22回衆議院議員総選挙に石川県全県区から無所属から出馬し当選
- 1949年1月23日：第24回衆議院議員総選挙に石川県第1区から民主自由党から出馬し落選

## 著書
- 『新支那読本』（高山書院、1940年）